# Trigonotis heliotropifolia
Trigonotis heliotropifolia är en strävbladig växtart som beskrevs av Handel-mazzetti. Trigonotis heliotropifolia ingår i släktet Trigonotis och familjen strävbladiga växter. Inga underarter finns listade i Catalogue of Life.